# (242648) Fribourg
Pour les articles homonymes, voir Fribourg.
(242648) Fribourg est un astéroïde de la ceinture principale.

## Description
(242648) Fribourg est un astéroïde de la ceinture principale découvert par Peter Kocher le 13 juillet 2005 à l'Observatoire d'Épendes, situé en Suisse, dans le canton de Fribourg. Il présente une orbite caractérisée par un demi-grand axe de 3,04 UA, une excentricité de 0,23 et une inclinaison de 9,3° par rapport à l'écliptique.

## Compléments